# Belden
Belden – wieś w Stanach Zjednoczonych, w stanie Nebraska, w hrabstwie Cedar.